# Верт на Мајни
Верт на Мајни (њем. Wörth am Main) град је у њемачкој савезној држави Баварска. Једно је од 32 општинска средишта округа Милтенберг. Према процјени из 2010. у граду је живјело 4.835 становника. Посједује регионалну шифру (AGS) 9676169.

## Географски и демографски подаци
Верт на Мајни се налази у савезној држави Баварска у округу Милтенберг. Град се налази на надморској висини од 126 метара. Површина општине износи 15,9 km². У самом граду је, према процјени из 2010. године, живјело 4.835 становника. Просјечна густина становништва износи 304 становника/km².